# Condorraptor
Condorraptor is een geslacht van vleesetende theropode dinosauriërs, basaal geplaatst in de Tetanurae, dat in het middelste Jura leefde in het gebied van het huidige Argentinië, in Patagonië. 

## Vondst en naamgeving
De typesoort Condorraptor currumili is in 2005 benoemd en beschreven door Oliver Walter Mischa Rauhut. De geslachtsnaam verwijst naar het plaatsje Cerro Condór in de provincie Chubut, waar het fossiel is gevonden in de Las Chacritasvindplaats; raptor, Latijn voor "rover", is een naam die de laatste tijd vaker aan kleine theropoden wordt gegeven, omdat de film Jurassic Park de soort Velociraptor bekend heeft gemaakt. De soortaanduiding eert Hipólito Currumil, de landeigenaar die de fossielhoudende laag ontdekt heeft.
Condorraptor was eerst nog slecht bekend: de zeer fragmentarische vondst uit 2001, bestaat uit losse delen van de ruggengraat, het bekken en de achterpoten, alsmede twee tanden. Het holotype, MPEF-PV 1672, betreft een linkerscheenbeen. Andere elementen van het skelet, MPEF-PV 1673-1697 en MPEF-PV 1700-1705, zijn de paratypen. Rauhut durfde niet met zekerheid te stellen dat het slechts om één individu ging maar achtte dat wel het waarschijnlijkst en meende dat het hoogstens enkele dieren betrof. Er zijn geen dubbele elementen aangetroffen en de grootte komt overeen. Voor alle zekerheid werd het holotype echter beperkt tot één bot. De fossielen zijn gevonden in een lensvormige insluiting van breccie in een laag van de Cañadón Asfaltoformatie die dateert uit het Callovien. Behalve de aan Condorraptor toegewezen botten zijn in de lens ook beenderen van een veel grotere theropode aangetroffen en fossielen van de sauropode Patagosaurus.
In het begin van 2007 werd een meer volledig intact fossiel opgegraven. Dit was in 2013 nog niet beschreven.
In 2009 stelde Fernando Emilio Novas dat Condorraptor slechts het jong was van Piatnitzkysaurus.

## Beschrijving
Condorraptor is een middelgrote roofsauriër. In 2010 schatte Gregory S. Paul de lichaamslengte op vierenhalve meter, het gewicht op tweehonderd kilogram.
Rauhut gaf enkele onderscheidende kenmerken. Twee daarvan hebben betrekking op het holotype en kunnen dus de eigenheid van het taxon bewijzen. Op het bovenvlak van het scheenbeen ontbreekt de inkeping aan de achterkant, die bij verwanten de achterzijde van dit vlak in twee lobben verdeelt. Op de buitenkant van de crista cnemialis, een kam aan de voorzijde van het bovenste scheenbeen, bevindt zich een grote ondiepe uitholling. Volgens een studie van Matthew Carrano echter is de bovenkant van het typespecimen zo geërodeerd dat de aanwezighedi van een inkeping niet betrouwbaar kan worden vastgesteld.
Rauhut stelde ook unieke trekken vast bij de rest van het materiaal. Bij de voorste halswervels bevindt zich een pleurocoel, een pneumatische uitholling, achter de onderste achterhoek van de parapofyse, het onderste ribgewricht. Bij het darmbeen bevindt zich op de buitenzijde van het aanhangsel voor het zitbeen een opvallend groot aderkanaal. Bij het vierde middenvoetsbeen verheft het onderste gewrichtsvlak zich trapsgewijs ten opzichte van de schacht. Carrano stelde in 2012 dat het aderkanaal ook bij andere theropoden als Piatnitzkysaurus en Megalosaurus aanwezig is en dus niet als een onderscheidend kenmerk kan gelden.

## Fylogenie
Rauhut meende dat Condorraptor een basaal lid was van de Tetanurae. Volgens latere onderzoekers was het meer bepaald een lid van de Piatnitzkysauridae.